# 上関原子力発電所

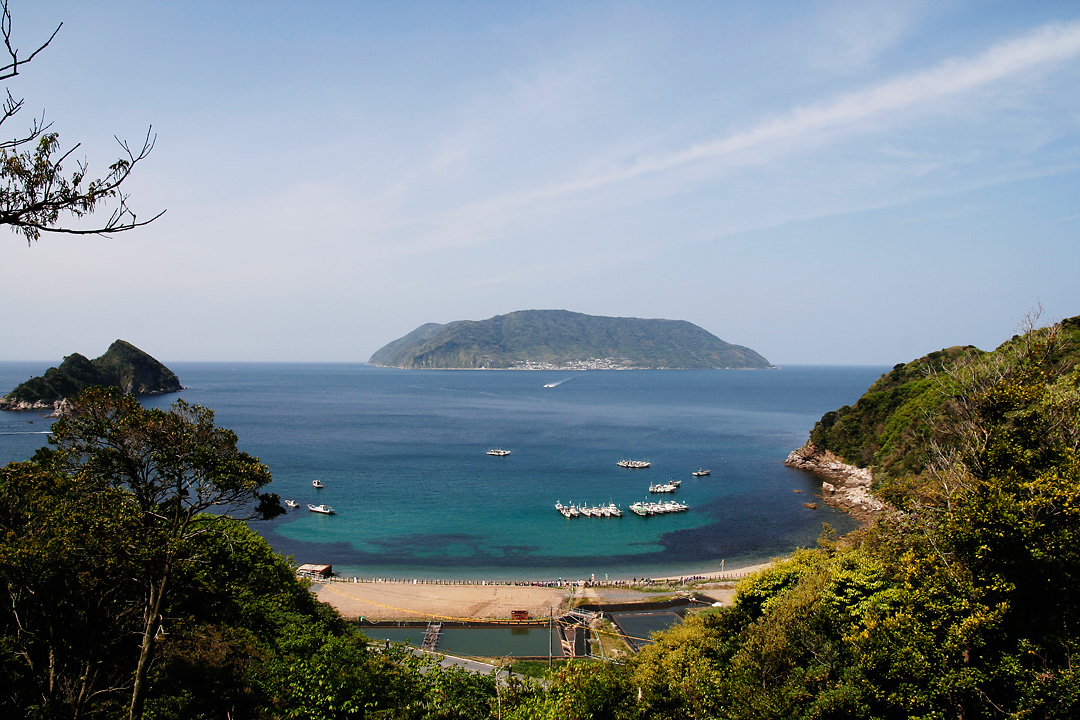
上関原子力発電所予定地の田ノ浦と対岸の祝島

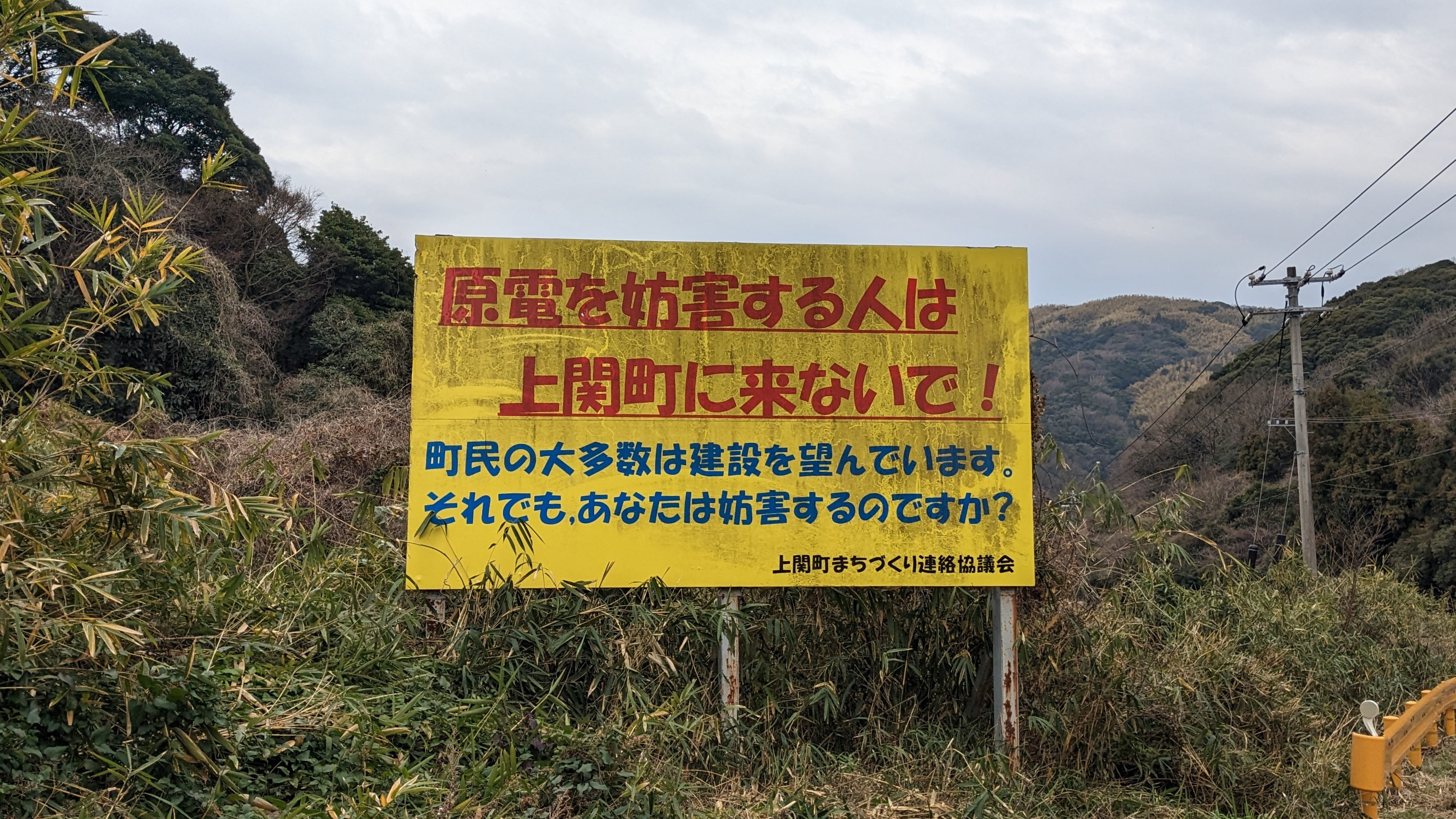
推進派団体により設置された看板

上関原子力発電所（かみのせきげんしりょくはつでんしょ）は、中国電力が、瀬戸内海に面する山口県熊毛郡上関町大字長島に建設計画中の原子力発電所である。
長島西端の田ノ浦の山林を切り開いて、14万平方メートルの海面を埋め立て、改良型沸騰水型軽水炉（ABWR）2基の建設が計画されている。稼働後に発電される電力は、50万ボルト送電線で山口県周南市まで引かれ、既存の高圧線を経て主に広島県・関西方面に供給されるものと見られている。
2011年3月11日に発生した東日本大震災以降、工事が中断しているが、2016年以降は工事着手に向けた準備作業が続けられている状況にある。

## 計画されている設備
|       | 原子炉形式                 | 運転開始 | 定格出力                  |
| ----- | -------------------------- | -------- | ------------------------- |
| 1号機 | 改良型沸騰水型軽水炉(ABWR) | 未定     | 137.3万キロワット（予定） |
| 2号機 | 改良型沸騰水型軽水炉(ABWR) | 未定     | 137.3万キロワット（予定） |

## 耐震性
最大でマグニチュード8.6の地震に対する耐震性を想定している。

## 推進運動と反対運動
上関原子力発電所の計画に当たっては、賛成派・反対派で町内を二分するほどの激しい対立が続いている。2005年から2009年にかけて、中国電力は建設予定地での詳細調査を行い、2010年には予定地内の埋め立て工事に着手しているが、いずれの機会も反対派の町民や祝島漁民、「虹のカヤック隊」と称するシーカヤックに乗った活動家グループによる作業の実力阻止が試みられている。このこともあって、事業主体の中国電力では計画が浮上してから着工許可を国に上程するまで複数回の延期を繰り返している。
東日本大震災以降、国のエネルギー政策に関する動向が見通せない中、2023年には中国電力が関西電力と共同で、上関原子力発電所予定地を使用済燃料中間貯蔵施設として活用する計画を示している。これについても、中国新聞が2024年に行った町民アンケートの結果、賛成と反対がほぼ同数となり、意見が割れていることが示されている。

### 推進派の主張
原発推進を町政運営の悲願とする上関町執行部や、6団体（上関町まちづくり連絡協議会、町商工会、町商工事業協同組合、町建設業協同組合、漁業振興問題連絡協議会、上関原電推進議員会）、が中心になって原電（原発）誘致・推進運動が進められている。
推進派は、過疎が進む現状を鑑みて、原子力発電所立地により交付される電源三法交付金や固定資産税等により安定的な収入を得ると共に、関係者の定住により人口の減少に一定の歯止めがかかり産業が活性化されることを期待しているとされる。なお、中国電力は上関町に対し「原発立地促進に多大な協力をいただいている」として、建設が具体的に動き出した2007年8月以降、上関町に対し計5回にわたって総額24億円の寄付を行っており、町はこれを一般会計に組み込んだ上で基金を設立し、町民の生活支援事業（中学生以下の医療費全額助成や老人の通院用バス運賃の補助、町独自の地域振興券の交付など）に用いている。
中間貯蔵施設計画についても、賛成派の意見として「町に交付金が入り、町財政が安定する」とする意見が最も多く、次いで「町の産業に経済効果がある」「施設は安全だと思う」となっている。

### 反対派の主張
一方の反対派は、上関町の離島・祝島の住民を中心としている。祝島は一箇所に集中している集落のほぼ真正面（直線距離で約3.5km）の長島に原発予定地が位置しており、農水産物の放射能汚染などへの懸念など生活環境に与える悪影響が甚大であると主張している。島民以外では、環境保護団体らが周辺海域に小型クジラのスナメリや海鳥カンムリウミスズメなど複数の貴重な生物が生息することや、付近に活断層が存在する可能性があることなどの点を指摘している。
中間貯蔵施設の整備にも反対する意見としては、「核燃料サイクルが実現せず、長期貯蔵されるリスクがある」とするものが最も多く、次いで「施設の安全性に懸念がある」「関西電力の核燃料が運び込まれることに反対」といった意見が続いている。

### 選挙
原発建設計画が具体化して以降、上関町全域で見ると、選挙時における推進派候補と反対派候補の得票率はおおむね6:4で固定化されていると言われる。このため上関町長選挙では原子力発電所誘致が表面化して以来、片山秀行、加納簾香、柏原重海と3代連続して推進派候補が当選し、上関町議会議員選挙でも推進派が反対派を上回る議席を得ている。賛成派候補は1991年の町長選挙まで2回続けて得票率を落とし、反対派候補に大きく迫られたが、1995年以降は差が広がる傾向にある。しかし、2000年12月に朝日新聞が行った世論調査では、上関町民300人のうち、原発をつくることに賛成と回答した人と反対と回答した人の割合は42％:58％と逆転している。なお、2010年に行われた上関町議会議員選挙では原発推進派が9議席を獲得した一方で反対派は3議席にとどまり、議会議席数の上では賛成派と反対派の差は広がっている。
11年ぶりの選挙戦となった2022年（令和4年）の上関町長選挙では、推進派の西哲夫が7割の得票率で当選した。
なお、原発計画が表面に浮上して以降の町長選挙では、中国電力の社員を含む100名以上が不正転入を行ったとして書類送検されたほか、推進派候補の後援会長で当時現職の町議が現金を渡して票のとりまとめを依頼した買収事件が発覚、10名以上の逮捕者が出たため当選した推進派の町長が辞任するなどの事態も起こっている。
一方、2003年（平成15年）の山口県議会議員選挙で上関町を含む熊毛郡選挙区（定数1）では反対派の前田布施町議会議員小中進（元新自由クラブ山口県連幹事長）が当選し、2007年に落選するまで熊毛郡初の原発反対派県議として活動した。一方、2011年（平成23年）の山口県議会議員選挙では、熊毛郡選挙区は自民党現職と民主党新人の一騎討ちとなり、両者が原発計画に明確な態度を表明しなかったこともあって争点にならなかったものの、一方で無風区と目されていた近傍の光市選挙区（定数2）で、自民党・民主党の現職に対して、明確に反原発を打ち出した上関町祝島出身の無所属の新人が肉薄して大混戦となるなど、福島第一原子力発電所事故を受けて上関原発問題が選挙に大きく影響を及ぼしている。なお、元職の小中は柳井市選挙区（定数1）に転出するも落選している。

### 神社地売却問題
建設予定地の一部が四代八幡宮の所有する山林にかかっていたが、当時の四代八幡宮宮司は神社地を原発用地に提供することに反対であったため、2003年には原発推進派の氏子が四代八幡宮宮司の解任を要求する騒動に発展した。結果的に当時の宮司は、神社本庁により事実上解任され、新しく任命された宮司が用地の売却を認めたため、宮司の任免権を持つ神社本庁と前宮司及び反対派の間で対立が続いている。
四代八幡宮の元宮司とその弟は、山口県神社庁を相手取り「自分を解任に追い込もうとして、県神社庁が退職願などを偽造した」として計400万円の損害賠償を求め提訴。一審の山口地方裁判所岩国支部は2009年3月24日の判決で、退職願などが何者かによって偽造されたものであることを認めつつ「文書を偽造しても、宮司らを解任するのに利用できない」などとして県神社庁の関与を否定、請求を棄却した。原告側は控訴したが、二審の広島高等裁判所も、2010年9月2日の判決で「県神社庁が退職願を偽装したとはいえない」として、原告の控訴を棄却した。
これに関連して、四代八幡宮の秋祭りにおいて、山口県神社庁副庁長が祭祀を妨害するなどの圧力を加えた、と宮司は主張している。

#### 入会権訴訟問題
2004年11月には、氏子4人がこの土地の入会権の存在を主張して売却を無効とする訴訟を起こした。2005年10月20日には、入会権について｢問題の共有地が伐採されなくなってすくなくとも30年はたつことから、入会権は時効消滅しており､請求は理由がない｣として、1審判決が命じた土地の現状変更禁止を取り消した。
2007年12月に山口地方裁判所岩国支部は、入会権の確認請求は権利者全員が共同してのみ提起しうるとして訴えを棄却した。原告は控訴し、2009年6月に広島高等裁判所は、所有権の移転登記の抹消などに関しては控訴を棄却した上で、入会権の確認について山口地方裁判所に差し戻す判決を下した。

### 工事妨害損害賠償訴訟
2009年11月、祝島の住民ら4人が中国電力の作業船に乗り込んで工事の妨害を行ったとして、中国電力は翌12月にこの住民に対して損害賠償請求を山口地方裁判所に提訴。2010年1月18日に山口地裁は「上関原発を建てさせない祝島島民の会」に、工事の妨害行為を禁じる決定を出した。2010年3月31日に、山口地裁は、反対派による沖合埋立工事等の妨害を禁じ、妨害をした場合は１日当たり500万円の支払いを命じる決定を出した。
2010年7月30日には、中国電力が上関原子力発電所建設予定地の埋め立て工事を妨害し続けている、反対派活動家たちの妨害行為の禁止を求めて仮処分命令申立を行った。この申立は2011年2月21日に山口地方裁判所で確定したが、反対派活動家は仮処分を無視し、その後も妨害行動を続けている。活動家の中には「9条　反軍隊　ベジタリアン」などと背中に大書している者も混じっている。
一方、2010年には建設反対派12人が中国電力を相手に「予定地内の海岸を自由に使うことへの妨害禁止を求める」とした仮処分申請を山口地方裁判所に行ったが、2011年1月21日付けで却下されている。
この損害賠償訴訟については、工事中断後の2016年8月30日に「中国電力は損害賠償を求めない」「工事が再開された場合、被告（住民）らは工事を妨害しない」「反対運動は制限されない」を趣旨とした和解が成立している。

### ステークホルダー以外の動き
- 日本生態学会は環境アセスメントについての要望書を公表している[25]。
- 日本鳥学会は上関原発予定地に生息する国指定の天然記念物で絶滅危惧種であるカンムリウミスズメとカラスバトの保護についての要望書を公表している[26]。
- 映画監督の鎌仲ひとみ、森絵利佳は、原発に反対する祝島を舞台としたドキュメンタリー映画『ミツバチの羽音と地球の回転[27]』を制作、各地で上映されている。その制作過程を公開したビデオレター『ぶんぶん通信』のDVDもリリースされており、反響を呼んだ。
- 映画監督の纐纈あやは、祝島島民の生活を追ったドキュメンタリー映画『祝の島』を制作、2010年6月19日に公開され、各地で自主上映会が開かれている。
- 2011年2月24日、自民党国会議員としては初めて河野太郎衆議院議員（自民党幹事長代理）が祝島を訪問し、反対派住民を激励した。

## 2011年までの動き
2008年10月16日、自然保護団体「長島の自然を守る会」など複数の団体が、原発予定地の埋め立て許可を出さないよう求めた署名計約8万筆を山口県知事に提出し、10月20日には山口地方裁判所に対し漁業者74人が県に埋め立て免許を出さないよう求める提訴を行ったが、その直後の10月22日、山口県知事の二井関成は中国電力に対して用地を造成するための公有水面埋立免許を交付し、建設に向けて動き出した。計画が環境保全に十分に配慮しているとの判断によるものだが、同時に中国電力に対しては地元住民などから提出された意見書が1457通を数えたことにも留意すること、天然記念物であるカンムリウミスズメの調査を継続すること、地震に備えて活断層の調査を行うことなどを要求し、知事自身も「決して喜んで交付したわけではない」と述べるなど、複雑な心境を見せた。
2008年12月には、スナメリやカンムリウミスズメ、希少貝類のナガシマツボなど生物6種を原告に加えたいわゆる自然の権利訴訟が起こされ、山口県知事を相手に埋め立て取消を求める裁判が行われている。生物6種については「原告適格なし」と判断され棄却されているが、埋め立ての取り消しを求めた裁判そのものは継続中である。
2009年4月、山口県から保安林作業の許可を受けた中国電力は、原子炉設置許可申請に先駆けて敷地造成工事に着手し、山林開拓や海面埋め立てを行うための排水路の整備や森林伐採を進めている。以後、周辺の断層の追加調査や、カンムリウミスズメの繁殖の有無を巡る論議、予定地内にある田ノ浦遺跡の発掘調査などを続け、9月10日には埋め立て準備作業としてブイの敷設が開始されたが、対岸の平生町田名埠頭からブイを積み出す際に反対派の漁船や環境保護団体メンバーらのシーカヤックが実力行動でこれを阻止するなどしており、作業は一時停滞していた。これに対し、中国電力側は公有水面での妨害行動を禁止する仮処分申請を山口地裁岩国支部に申請。同支部は2010年1月18日にこれを認めた。一方、反対派活動家らはこれを不服として保全異議申し立てを行ったが、この申し立ては却下された。2010年9月には反対派活動家による妨害活動の禁止を命じる仮処分申請への抗告を広島高裁が棄却したが、反対派はこれを不服として特別抗告を行った。なお、この仮処分手続きについては、2011年4月1日に中国電力が仮処分申請を一旦取り下げている。
2009年12月18日、中国電力は、上関原発1号機について、原子炉設置許可を直嶋正行経済産業大臣に申請したことを発表した。
2011年3月14日、東北地方太平洋沖地震に伴う福島第一原子力発電所事故の発生を受け、山口県知事二井関成は臨時の記者会見で、「（福島の事故に対する）これからの国の対応を十分に見極めて、極めて慎重に対応を進めてもらいたい」と語り、中国電力に対して事実上の埋立工事の中止を要請、中国電力はこれに対して3月15日に造成工事の中断を発表した。ただし耐震安全性を調べる追加の地質調査と、動植物の生息状況などを調べる環境監視調査は続けており、これについて中国電力は「国の安全審査に反映させる地質調査は急ぐ」と説明している。この中国電力の動きに対し、二井知事は「私の方では（調査の継続は）考えていなかった。国の方の指導を受けて、この問題については対応してもらいたい」と語る一方、現地作業着手のきっかけになった2008年の原発予定地の埋め立て許可について「これだけの事故が起きたわけですから、（原子炉設置）許可が出る前に埋立てをしていていいのかどうか。はっきり言うと、埋立てをしたけれども、許可が出なかったと、そういうことがあったらどういうことなのか」と語り、原子力発電所における公有水面埋立法の運用手続きに問題があるとの見解を示している。
中国電力社長の山下隆は、2011年3月28日の記者会見で、今後の原発建設計画について「建設工程を変更することも考えられるが、具体的に申し上げる状況ではない。今後、エネルギー問題、原子力政策が議論される中で的確に判断していきたい」と将来的な見直しの可能性を示唆する一方で、「エネルギーセキュリティー確保や地球温暖化防止の観点から原子力発電は必要な電源であり、計画を進める方針に変わりはない」と、基本的に上関原発建設計画を堅持する意向を明らかにしている。

## 埋め立て免許の延長交付
公有水面埋立法に基づく建設予定地周辺の公有水面埋め立て許可については、山口県が「工事着手した日から3年以内」の条件で許可が出されていた。中国電力は2009年10月から準備作業を行っていたが2011年の作業中断以降2012年には免許が失効することから、中国電力は埋め立て免許の更新申請を山口県に対して行ってきた。しかし山口県は国のエネルギー政策が流動的な状況を踏まえてこの判断を留保。中国電力に対して7回にわたって延長申請に関する補足説明を求めた。
最終的に山口県は「上関原発の、国のエネルギー政策上の位置づけに変更がない」ことを理由に、2016年8月3日付けで中国電力に対して建設予定地の埋め立て工事の免許延長を許可すると同時に、「発電所本体の着工時期の見通しがつくまでは、埋立工事を施工しないこと」との村岡嗣政山口県知事名での要請書を手交した。
2017年1月には中国電力社長清水希茂が記者会見し、「今年（2017年）は国の新規制基準への対応に力を入れる」と述べ、着工に向けた準備を進める考えを示したが、埋め立て免許の延長交付から1年経過した2017年8月に、村岡県知事が「中国電力からの説明はまだなく、現状に変化はない」と述べているように大きな動きがない状況にある。2019年1月に清水希茂は、改めて計画を進めていく考えを示した。

## 関連文献
- 『国策の行方─上関原発計画の20年』（朝日新聞社山口支局編著、南方新社、2001年）
- 『中電さん、さようなら─山口県祝島 原発とたたかう島人の記録』（那須圭子著、創史社、2007年）
- 『奇跡の海―瀬戸内海・上関の生物多様性』（日本生態学会上関要望書アフターケア委員会編、南方新社、2010年)
- 山秋真『原発をつくらせない人びと——祝島から未来へ』岩波書店〈岩波新書（新赤版）1399〉、2012年12月20日。ISBN 978-4-00-431399-1。（電子版あり）